# Liga Venezolana de Béisbol Profesional 2013-14
La Liga Venezolana de Béisbol Profesional en la temporada 2013-14 comenzó el 10 de octubre de 2013 con un total de 8 equipos que participan en la competición al igual que en la temporada anterior y culminó el 28 de enero de 2014. (se le conoce como "Copa Maltín Polar" por motivos de patrocinio) fue la 66.ª edición de este campeonato. 
Los cinco mejores equipos posicionados en la Ronda Regular obtuvieron un cupo directo al Round Robin.
El torneo se jugó en honor a Pompeyo Davalillo, quien fue el cuarto venezolano en participar en las Grandes Ligas con el desaparecido equipo Senadores de Washington y también mánager de equipos como Águilas del Zulia y Leones del Caracas, además había fallecido en el mismo 2013 el 28 de febrero.
A la Gran Final clasificaron por segunda vez consecutiva los Navegantes del Magallanes, y los Caribes de Anzoátegui; ambos se midieron en una serie de 5 juegos, donde finalmente el 28 de enero los Navegantes del Magallanes se coronan campeones, siendo el segundo año consecutivo en lograr dicha hazaña, y obtienen el derecho de representar al país en la Serie del Caribe 2014, que se disputó en la Isla de Margarita.

## Equipos participantes
| Equipos                   | Equipos   | Equipos                           | Equipos                   | Equipos      | Equipos   | Equipos |
| Equipo                    | Fundación | Ciudad/Estado                     | Estadio                   | Inauguración | Capacidad |         |
| ------------------------- | --------- | --------------------------------- | ------------------------- | ------------ | --------- | ------- |
| Águilas del Zulia         | 1968      | Maracaibo, Zulia                  | Luis Aparicio "El Grande" | 1955         | 23.000    |         |
| Bravos de Margarita       | 2007      | Guatamare, Nueva Esparta          | Estadio Nueva Esparta     | 1990         | 13.030    |         |
| Cardenales de Lara        | 1942      | Barquisimeto, Lara                | Antonio Herrera Gutiérrez | 1969         | 20.784    |         |
| Caribes de Anzoátegui     | 1987      | Puerto La Cruz, Estado Anzoátegui | Alfonso Chico Carrasquel  | 1991         | 17.088    |         |
| Leones del Caracas        | 1942      | Caracas, Distrito Capital         | Universitario de Caracas  | 1951         | 25.000    |         |
| Navegantes del Magallanes | 1917      | Valencia, Carabobo                | José Bernardo Pérez       | 1955         | 14.638    |         |
| Tiburones de La Guaira    | 1962      | Caracas, Distrito Capital         | Universitario de Caracas  | 1951         | 25.000    |         |
| Tigres de Aragua          | 1965      | Maracay, Aragua                   | José Pérez Colmenares     | 1965         | 15.328    |         |

## Estadios
| |                                                                                                |                                                                                                   | |
| |                                                                                                |                                                                                                   | |
| Estadio Universitario (UCV) Ciudad: Caracas Capacidad: 20.766 Club: Leones del Caracas Tiburones de La Guaira | Estadio Luis Aparicio "El Grande" Ciudad: Maracaibo Capacidad: 23.900 Club: Águilas del Zulia  | Estadio Antonio Herrera Gutiérrez Ciudad: Barquisimeto Capacidad: 20.450 Club: Cardenales de Lara | Estadio Alfonso Chico Carrasquel Ciudad: Puerto La Cruz Capacidad: 18.000 Club: Caribes de Anzoátegui |
| |                                                                                                |                                                                                                   | |
| Estadio Nueva Esparta Ciudad: Porlamar Capacidad: 18.000 Club: Bravos de Margarita                            | Estadio José Bernardo Pérez Ciudad: Valencia Capacidad: 14.850 Club: Navegantes del Magallanes | Estadio José Pérez Colmenares Ciudad: Maracay Capacidad: 15.328 Club: Tigres de Aragua            | Estadio La Ceiba Ciudad: Ciudad Guayana Capacidad: 30.000 Club: No tiene                              |